# 5008 Міядзавакеній
5008 Міядзавакеній (5008 Miyazawakenji) — астероїд головного поясу, відкритий 20 лютого 1991 року.
Тіссеранів параметр щодо Юпітера — 3,646.